# Django Django
Django Django est un groupe de pop et rock britannique, originaire de Londres, en Angleterre. Formé en 2009, il est constitué de David Maclean (batteur et producteur), Vincent Neff (chanteur et guitariste), Jimmy Dixon (bassiste) et Tommy Grace (claviers). Son premier album, Django Django est sorti le 30 janvier 2012 sous le label Because Music, suivi par Born Under Saturn, le 4 mai 2015. Leur troisième album, Marble Skies, est publié le 16 janvier 2018. Leur quatrième album, Glowing In The Dark, est publié le 12 février 2021.

## Biographie

### Formation
Le quatuor composé de David Maclean (batterie, production), Vincent Neff (chant, guitare), Jimmy Dixon (basse) et Tommy Grace (synthétiseur) se rencontre à l'Edinburgh College of Art et forme Django Django à Londres en 2009,. David Maclean est frère du musicien et réalisateur John Maclean (ex-The Beta Band) et cousin du chanteur Lindsey Leven.

### Django Django
Because Music publie leur premier album, éponyme, le 30 janvier 2012. L'album comprend les singles Waveforms, et Default,,. L'album atteint la 33e place de l'UK Album Chart la première semaine de sa sortie. Il est nommé en 2012 pour un Mercury Prize. Leur morceau Hail Bop est inclus dans le jeu vidéo de football distribué par EA Sports, FIFA 13, et Waveforms dans Grand Theft Auto V. L'album est bien accueilli par la presse, et est inclus dans les listes établies par Rolling Stone  et du NME.

### Born Under Saturn
Leur deuxième album, Born Under Saturn, est publié le 4 mai 2015.

### Marble Skies
Leur troisième album, Marble Skies, est publié le 26 janvier 2018. La chanson de l'album Tic Tac Toe a également été utilisée dans le jeu vidéo de football FIFA 18 d'EA Sports. Le 12 octobre 2018, le groupe a sorti un EP intitulé Winter's Beach, composé de morceaux extraits des séances d’enregistrement de Marble Skies.

### Glowing In The Dark
Leur quatrième album, Glowing In The Dark, est publié le 12 février 2021. Il inclut le titre Waking up sur lequel chante Charlotte Gainsbourg.

## Discographie

### Singles
| Année | Single              | Position maximale dans les classements | Position maximale dans les classements | Position maximale dans les classements | Position maximale dans les classements | Position maximale dans les classements | Album             |
| Année | Single              | AUS                                    | BEL                                    | FRA                                    | JPN                                    | NED                                    | Album             |
| ----- | ------------------- | -------------------------------------- | -------------------------------------- | -------------------------------------- | -------------------------------------- | -------------------------------------- | ----------------- |
| 2009  | "Storm/Love's Dart" | —                                      | 105                                    | —                                      | —                                      | —                                      | Django Django     |
| 2010  | "WOR"               | —                                      | —                                      | —                                      | —                                      | —                                      | Django Django     |
| 2011  | "Waveforms"         | —                                      | —                                      | —                                      | —                                      | —                                      | Django Django     |
| 2012  | "Default"           | 100                                    | 22                                     | —                                      | 97                                     | 71                                     | Django Django     |
| 2012  | "Hail Bop"          | —                                      | 134                                    | —                                      | —                                      | —                                      | Django Django     |
| 2012  | "Storm"             | —                                      | —                                      | —                                      | —                                      | —                                      | Django Django     |
| 2015  | "First Light"       | —                                      | 102                                    | 172                                    | —                                      | —                                      | Born Under Saturn |
| 2015  | "Reflections"       | —                                      | 135                                    | —                                      | —                                      | —                                      | Born Under Saturn |
| 2015  | "Beginning to Fade" | —                                      | —                                      | —                                      | —                                      | —                                      | Born Under Saturn |
| 2015  | "Shake and Tremble" | —                                      | —                                      | —                                      | —                                      | —                                      | Born Under Saturn |
| 2017  | "Tic Tac Toe"       | —                                      | —                                      | —                                      | —                                      | —                                      | Marble Skies      |
| 2017  | "In Your Beat"      | —                                      | —                                      | —                                      | —                                      | —                                      | Marble Skies      |

NB: "—" indique le single n'a pas été classé.